# Sergia regalis
Sergia regalis är en kräftdjursart som först beskrevs av Gordon 1939.  Sergia regalis ingår i släktet Sergia och familjen Sergestidae. Inga underarter finns listade i Catalogue of Life.